# Маркграфство Ивреа
Маркграфство Ивреа (на италиански: Marca d'Ivrea) или Маркграфство Италия (Marca d'Italia) e марка, съществувала от 888 до 1014 г. на границата на днешни Италия и Франция със столица Ивреа. Семейство Анскариди, по-късно наречено Дом Бургундия-Ивреа, дава като маркграфове на Ивреа трима крале на Италия: Беренгар II и сина му Адалберт II, както и племенника на Адалберт II Ардуин.

## История
Създадено е през 888 г. от Гуидо Сполетски, който разделя Херцогство Неустрия на двеː Маркграфство Лангобардия и Маркграфство Италия, второто обичайно наречено „Маркграфство Ивреа“. Маркграфството включва графствата Акуи, Асти, Алба, Бредуло, Ауриате, Торино, Верчели, Помбия, Стацона, Булгария и Ломело, а от 888 до 950 г. град Ивреа е столица на днешен Пиемонт. To е дадено на Анскар, родоначалник на семейството на маркграфовете на Ивреа и графове на Торино. Вторият му син Адалберт I го наследява като граф на Торино и маркграф на Италия и на свой ред оставя сина си Анскар II за наследник. Анскар обаче е изпратен да управлява Херцогство Сполето и загива в битка. След това маркграфството се пада на Беренгар, друг син на Адалберт, който първоначално свързва Маркграфство Ломбардия с Маркграфство Италия, обединявайки в себе си властта над древното италианско херцогство Неустрия. Той обаче скоро трябва да бяга в Германия (942 г.), за да избегне заплахите на крал Хуго I Провански, който поставя малкия си син Лотар  начело на Маркграфство Италия. През 945 г. Беренгар, подкрепян от крал Ото I, успява да се завърне от Германия, посрещнат като освободител. Хуго I се отказва от короната в полза на сина си Лотар II, но наред с властта на Беренгар, номинално възстановен в марката си и де факто арбитър на кралството. 
След като Лотар II умира (ноември 950 г.), Беренгар II е коронясан за крал на Италия в Павия (15 декември 950 г.). През 950 или 951, или 952 г. той завършва реорганизацията на италианската територия, започната от крал Хуго I. Той смалява Маркграфство Ивреа и с останалата територия, обединена с онази част от Маритима, останала в Италия след създаването на Кралство Прованс, и така създава три нови марки; така Маркграфство Италия е разделено на четири маркграфства. Освен Маркграфство Ивреа има три нови маркграфстваː
- Маркграфство Торино или Ардуинова марка, обхващащо графствата Торино, Ауриате и Албенга, и вероятно Вентимиля, Бредуло и Алба; дадено на Ардуин III Глабер, граф на Ауриате, глава на произлизащите от франките Ардуини;
- Маркграфство Западна Лигурия или Алерамическа марка, обхващащо графствата Монферат, Акуи и Савона; дадено на Алерам Монфератски, прародител на произлизащите от франките Алерамичи;
- Маркграфство Източна Лигурия или Отбертинова марка, обхващащо графствата Генуа, Тортона и Бобио, после и тези на Павия и Милано; дадено на Оберто I (родоначалник на Отбертините).

Маркграфство Ивреа, след преоразмеряването си, включва графствата Ивреа, Верчели, Помбия, Осола, Стацона, Бургария и Ломело, тоест територия, съответстваща на сегашния епархия на Ивреа, Верчели, Новара, Виджевано и част от тази на Павия, и може би също на Милано.
През 951 г., след разпадането на връзката на васалитет от страна на Беренгар II и заради неговата агресивна политика към папството, Ото I нахлува в Италия и го побеждава след дълга обсада на Форта на Сан Лео, подчинявайки феодалите на Северна Италия. Беренгар II е детрониран през 962 г. и е заточен в Бамберг, където умира през 966 г. През 962 г. Ото I е коронясан за император на Свещената Римска империя. Детронирането на Беренгар II отслабва и ограничава феодалната власт на Анскаридите, които, след поражението им от император Хайнрих II, окончателно губят Маркграфство Ивреа през 1015 г. от Оделрик Манфред II – братовчед на Ардуин от Ивреа, господар на Маркграфство Торино и баща на Аделхайд от Суза. 
Впоследствие маркграфството претърпява важна промяна на върха на властта, причинена от разпадането на марката на Каролингите: всъщност вместо маркизи и графове огромна власт придобиват епископите. Епископите Леон от Верчели (* 965, † 1026) и Петър от Новара († 1032) например се опитват да пожънат плодовете от разпадането на Маркграфство Ивреа, претендирайки за юрисдикцията на графствата, които попадат в техните епархии: Верчели и Сантия първият, и Помбия и Осола вторият. Именно районите на графствата, хомогенно контролирани от епископите, оцеляват, без да променят физиономията си, за разлика от тези на Стацона и Бургария, които остават в периферията на този процес, тъй като са разделени между различни местни тенденции, които губят състоятелност. В по-голямата част от района на старото Маркграфство Ивреа завземането на властта от епископите е основен етап за последващото развитие на благородниците и комуните, като само два града са изключение: Ломело, тъй като графството попада под влиянието на Павия – столица на Кралство Италия и на графовете, държащи графската титла, и Ивреа с нейната територия, която през XI век става център на отбраната на самозваните потомци на Ардуин и на вярната им аристокрация.
Представителите на Савойската династия наследяват всички владения и титли на Аделхайд от Суза чрез женитбата ѝ през 1046 г. за савойския граф Ото I и затвърждават властта си в Пиемонт. Обединените им територии вземат името Маркграфство Италия.
През XII век маркграфството се обявява против Фридрих I Барбароса. 
През втората половина на XIII век формално е част от Маркграфство Монферат. 
През XIV век преминава в ръцете на Савойската династия.

## Маркграфове на Ивреа
Дом Бургундия-Ивреаː
- 896 – 902ː Анскар I (* 860, † ок. март 902)
- 896/900 –  сл. 929ː Адалберт I (* 880, † сл. 929), син на предходния
- 936 – 941 и 945–957ː Беренгар II (* ок. 900, † 6 август 966), син на предходния, крал на Италия (950 – 961)
- 923 – 965ː Гвидо (* 940, † 25 юни 965), син на предходния
- 965 – 971ː Адалберт II (* 936, † 30 април 971), брат на предходния
- 971 – 991/995ː Конрад (* 935/940, † 1001), брат на предходния, граф на Камерино и херцог на Сполето
- ок. 989 – 999ː Ардуин (* ок. 955, † 1015), син на Адалберт II
- 999 – 1015ː Ардуин II (* X век, † ок. 1050), син на предходния, вероятен маркграф

- Анскар I
- Адалберт I
- Беренгар II
- Адалберт II
- Ардуин